# Дискография Noize MC
Дискография российского исполнителя Noize MC, содержащая девять студийных альбомов, семь концертных альбома, двадцать семь синглов, три видео-сборника и шестьдесят восемь видеоклипов.

## Студийные альбомы
| Год  | Название                    | Информация |
| ---- | --------------------------- | --- |
| 2008 | The Greatest Hits Vol. 1    | The Greatest Hits Vol. 1 - Выпущен: 17 июня 2008 - Лейбл: Мистерия звука - Формат: CD, CD+DVD, DI, стриминг The Greatest Hits Vol. 2 - Выпущен: февраль 2010 - Лейбл: Мистерия звука, Клюква Рекордс - Формат: CD, CD+DVD, DI, стриминг, LP |
| 2010 | Последний альбом            | - Выпущен: 28 мая 2010 - Лейбл: Монолит Рекордс, Мистерия Звука - Формат: CD, CD+CD-ROM, DI, стриминг |
| 2012 | Новый альбом                | - Выпущен: 30 марта 2012 - Лейбл: Мистерия звука - Formats: DI, стриминг, CD |
| 2012 | Protivo Gunz                | - Выпущен: 11 апреля 2013 - Лейбл: Мистерия звука - Формат: DI, Streaming, CS, CD |
| 2013 | Неразбериха                 | - Выпущен: 28 октября 2013 - Лейбл: Мистерия звука - Формат: DI, Streaming, CD |
| 2014 | Hard Reboot                 | Hard Reboot - Выпущен: 10 сентября 2014 - Лейбл: Мистерия Звука, Invisible Management - Формат: DI, Streaming, CD Hard Reboot 3.0 - Выпущен: 20 марта 2015 - Лейбл: Navigator Records, Ультра Продакшн - Формат: DI, Streaming, CD, LP      |
| 2016 | Царь горы                   | - Выпущен: 16 декабря 2016 - Лейбл: Universal Music - Формат: DI, Streaming, CD |
| 2018 | Хипхопера: Орфей & Эвридика | - Выпущен: 31 мая 2018 - Лейбл: Universal Music - Формат: DI, Streaming |
| 2021 | Выход в город               | Первая часть - Выпущен: 19 ноября 2021 - Лейбл: Universal Music - Формат: DI, Streaming Вторая часть - Выпущен: 17 декабря 2021 - Лейбл: Universal Music, самостоятельно - Формат: DI, Streaming, LP                                        |
| 2025 | Не все дома                 | - Выпущен: 14 марта 2025 - Лейбл: Самостоятельно - Формат: DI, Streaming, LP |

## Концертные альбомы
| Год  | Название                    | Информация |
| ---- | --------------------------- | --- |
| 2008 | Заполняйте зал, я сказал!   | - Выпущен: 2008 - Лейбл: Самостоятельно - Формат: CD                                                          |
| 2009 | Точка (3 ноября 2008)       | - Выпущен: 2009 - Лейбл: М2 - Формат: DI                                                                      |
| 2011 | Жечь электричество!         | - Выпущен: 2011 - Лейбл: М2 - Формат: DI                                                                      |
| 2012 | Живой Zвук                  | - Выпущен: 2012 - Лейбл: Самостоятельно - Формат: DI                                                          |
| 2015 | *кустик*                    | - Выпущен: 13 ноября 2015 - Лейбл: Самостоятельно, Первое Музыкальное Издательство - Формат: DI, стриминг, CD |
| 2019 | XV                          | - Выпущен: 12 апреля 2019 - Лейбл: Самостоятельно - Формат: DI, стриминг                                      |
| 2022 | Voyager-2 (Live at Stadium) | - Выпущен: 30 сентября 2022 - Лейбл: Самостоятельно - Формат: DI, стриминг                                    |

## Сборники
| Год  | Название             | Информация                                               |
| ---- | -------------------- | -------------------------------------------------------- |
| 2006 | Mp-3 Collection      | - Выпущен: 2006 - Лейбл: Самостоятельно - Формат: CD-ROM |
| 2011 | Unreleased           | - Выпущен: 2011 - Лейбл: ThankYou.ru - Формат: DI        |
| 2013 | MP3 Collection Vol.1 | - Выпущен: 2013 - Лейбл: Мистерия Звука - Формат: CD-ROM |
| 2014 | MP3 Collection Vol.2 | - Выпущен: 2014 - Лейбл: Мистерия Звука - Формат: CD-ROM |

## Сетевые хип-хоп-баттлы
| Песни | Год            | Информация |
| --- | -------------- | --- |
| 1. Если б я был султан (проход) 2. Должен остаться только один (проход) 3. Мой адрес—не дом и не улица, мой адрес—Советский Союз (поражение) | 2004           | - Баттл: Пятый Официальный Баттл Hip-Hop.Ru - Формат: Бесплатная цифровая дистрибуция - Количество раундов: 8                                    |
| 1. Бойня номер шесть: месиво шестой мировой (проход) 2. Пропавшие страницы Красной книги (проход) 3. Пример принятия мер за мир (проход) 4. Уничтожить соперника (проход) 5. И больше я не слышу рокот космодрома (проход) 6. Новые приключения Shure'ка (проход) 7. Трое в лодке, не считая собаки (полу-финал, поражение) | 2005           | - Баттл: Шестой официальный баттл Hip-Hop.Ru - Формат: Бесплатная цифровая дистрибуция - Количество раундов: 8                                   |
| 1. Жизнь—игра (проход) 2. За закрытой дверью (проход) 3. Амнезия (проход) 4. Падал летний снег (проход) 5. Смех и радость мы приносим (проход) 6. Шестое чувство (проход) 7. Завтра начинаю новую жизнь (проход) 8. После нас хоть потоп (полу-финал, проход) 9. Свободная тема (финал, победа)                             | 2006           | - Баттл: Седьмой официальный баттл Hip-Hop.Ru - Формат: Бесплатная цифровая дистрибуция - Количество раундов: 9                                  |
| 1. В долгий путь (проход) 2. Ветер перемен (проход) 3. Дело нескольких минут (проход) 4. В книге всё было по-другому (проход) 5. В неожиданном ракурсе (проход) 6. Пропозиции уязвимости (проход) 7. Идеальный пациент (проход) 8. За гранью здравого смысла (при участии Lelia) (поражение)                                | с 2019 по 2020 | Под псевдонимом Damilola Karpow - Баттл: Седьмой официальный баттл Hip-Hop.Ru - Формат: Бесплатная цифровая дистрибуция - Количество раундов: 10 |

## Мини-альбомы
| Год  | Название    | Информация                                                                               |
| ---- | ----------- | ---------------------------------------------------------------------------------------- |
| 2018 | No Comments | - Выпущен: 7 ноября 2018 - Лейбл: Universal Music, самостоятельно - Формат: DI, стриминг |

## Синглы
- Выпущен: 23 февраля 2024
- Лейбл: Самостоятельно
- Формат: DI, стриминг

| Название                                                           | Год  | Информация                                                                                 | Альбом                        |
| ------------------------------------------------------------------ | ---- | ------------------------------------------------------------------------------------------ | ----------------------------- |
| «Жвачка» (video edit)                                              | 2013 | - Выпущен: 2013 - Лейбл: Invisible Management - Формат: DI                                 | Неразбериха                   |
| «Порвав поводок»                                                   | 2015 | - Выпущен: 2015 - Формат: DI                                                               | Hard Reboot 3.0               |
| «Make Some Noize»                                                  | 2015 | - Выпущен: 2015 - Лейбл: Самостоятельно - Формат: CD, DI, стриминг                         | Царь горы                     |
| «Jingle Bellz»                                                     | 2015 | - Выпущен: 15 декабря 2015 - Лейбл: Самостоятельно - Формат: DI, стриминг                  | Внеальбомный                  |
| «Lenin Has Risen»                                                  | 2016 | - Выпущен: 1 мая 2016 - Лейбл: Самостоятельно - Формат: DI, стриминг                       | Внеальбомный                  |
| «Чайлдфри» (при уч. Монеточка)                                     | 2017 | - Выпущен: 8 июня 2017 - Лейбл: Universal Music - Формат: DI, стриминг                     | Царь горы                     |
| «Лето в столице» (при уч. SunSay & MC Fame)                        | 2017 | - Выпущен: 14 июля 2017 - Лейбл: Universal Music, самостоятельно - Формат: DI, стриминг    | Розыгрыш                      |
| «Коррозия хип-хопа»                                                | 2017 | - Выпущен: 12 октября 2017 - Лейбл: Universal Music, самостоятельно - Формат: DI, стриминг | Внельбомный                   |
| «Голос & Струны (Орфей)»                                           | 2018 | - Выпущен: 2018 - Лейбл: Universal Music - Формат: DI                                      | «Хипхопера: Орфей & Эвридика» |
| «Вряд ли боги соблаговолят нам (Орфей и Эвридика)» (при уч. Leila) | 2018 | - Выпущен: 2018 - Лейбл: Universal Music - Формат: DI                                      | «Хипхопера: Орфей & Эвридика» |
| «Орфей vs. Прометей» (при уч. Олег Груз, Александра Александрина)  | 2018 | - Выпущен: 2018 - Лейбл: Universal Music - Формат: DI                                      | «Хипхопера: Орфей & Эвридика» |
| «Романс (Эвридика и Орфей)» (Leila при уч. Noize MC)               | 2018 | - Выпущен: 2018 - Лейбл: Universal Music - Формат: DI                                      | «Хипхопера: Орфей & Эвридика» |
| «Мантра (Орфей)»                                                   | 2018 | - Выпущен: 2018 - Лейбл: Universal Music - Формат: DI                                      | «Хипхопера: Орфей & Эвридика» |
| «Люди с автоматами» (при уч. Swanky Tunes & Монеточка)             | 2018 | - Выпущен: 1 августа 2018 - Лейбл: Universal Music, самостоятельно - Формат: DI, стриминг  | Внельбомный                   |
| «Следы на спине»                                                   | 2018 | - Выпущен: 7 сентября 2018 - Лейбл: Самостоятельно - Формат: DI, стриминг                  | Внельбомный                   |
| «200+»                                                             | 2018 | - Выпущен: 10 октября 2018 - Лейбл: Universal Music, самостоятельно - Формат: DI, стриминг | Внельбомный                   |
| «Chasing the Horizon» (при уч. Сонни Сандовал)                     | 2019 | - Выпущен: 4 октября 2019 - Лейбл: Universal Music, самостоятельно - Формат: DI, стриминг  | Внельбомный                   |
| «Почитай старших»                                                  | 2019 | - Выпущен: 1 ноября 2019 - Лейбл: Universal Music, самостоятельно - Формат: DI, стриминг   | Внельбомный                   |
| «Последний министр» (из «Последний министр»)                       | 2020 | - Выпущен: 24 апреля 2020 - Лейбл: Universal Music, самостоятельно - Формат: DI, стриминг  | Внельбомный                   |
| «26.04»                                                            | 2020 | - Выпущен: 26 апреля 2020 - Лейбл: Universal Music, самостоятельно - Формат: DI, стриминг  | Выход в город                 |
| «Давай сбежим» (при уч. Damilola Karpow)                           | 2020 | - Выпущен: 3 июня 2020 - Лейбл: Universal Music, самостоятельно - Формат: DI, стриминг     | Внеальбомный                  |
| «Катацумури» (при уч. Линда)                                       | 2020 | - Выпущен: 26 апреля 2020 - Лейбл: Universal Music, самостоятельно - Формат: DI, стриминг  | Внеальбомный                  |
| «Лига легенд»                                                      | 2020 | - Выпущен: 29 августа 2020 - Лейбл: Самостоятельно - Формат: DI, стриминг                  | Внеальбомный                  |
| «Живи без остатка» (при уч. Монеточка)                             | 2020 | - Выпущен: 13 октября 2020 - Лейбл: Universal Music, самостоятельно - Формат: DI, стриминг | Внеальбомный                  |
| «Вояджер-1»                                                        | 2020 | - Выпущен: 12 ноября 2020 - Лейбл: Universal Music, самостоятельно - Формат: DI, стриминг  | Выход в город                 |
| «Страна дождей»                                                    | 2022 | - Выпущен: 5 октября 2022 - Лейбл: Самостоятельно - Формат: DI, стриминг                   | Не все дома                   |
| «Кооператив «Лебединое озеро»                                      | 2023 | - Выпущен: 14 апреля 2023 - Лейбл: Самостоятельно - Формат: DI, стриминг                   | Не все дома                   |
| «Грабли» (Live Looping Version)                                    | 2023 | - Выпущен: 22 декабря 2023 - Лейбл: Самостоятельно - Формат: DI, стриминг                  | Внеальбомный                  |
| «Kalinka»                                                          | 2024 | - Выпущен: 8 марта 2023 - Лейбл: Самостоятельно - Формат: DI, стриминг                     | Внеальбомный                  |
| «Open Air»                                                         | 2024 | - Выпущен: 23 февраля 2024 - Лейбл: Самостоятельно - Формат: DI, стриминг                  | Не все дома                   |
| «Светлая полоса»                                                   | 2024 | - Выпущен: 2 октября 2024 - Лейбл: Самостоятельно - Формат: DI, стриминг                   | Не все дома                   |
| «Светлая полоса» (One-Man Band Live)                               | 2025 | - Выпущен: 3 января 2025 - Лейбл: Самостоятельно - Формат: DI, стриминг                    | Не все дома                   |
| «Обломки чувств» (при уч. Монеточка)                               | 2025 | - Выпущен: 7 марта 2025 - Лейбл: Самостоятельно - Формат: DI, стриминг                     | Не все дома                   |

## Саундтреки
| Год  | Название | Информация                                                                              |
| ---- | -------- | --------------------------------------------------------------------------------------- |
| 2009 | Розыгрыш | - Выпущен: март 2009 - Лейбл: Мистерия Звука, самостоятельно - Формат: CD, DI, стриминг |

## Видео-альбомы
| Год  | Название                          | Информация                                                             |
| ---- | --------------------------------- | ---------------------------------------------------------------------- |
| 2009 | Live: Клуб Точка                  | - Выпущен: 2009 - Лейбл: Мистерия Звука - Формат: DVD                  |
| 2010 | The Greatest Hits Vol. 2          | - Выпущен: 2010 - Лейбл: Мистерия Звука - Формат: DVD                  |
| 2011 | Жечь электричество!               | - Выпущен: 2011 - Лейбл: Монолит - Формат: DVD                         |
| 2019 | XV                                | - Выпущен: 12 апреля 2019 - Лейбл: Самостоятельно - Формат: Стриминг   |
| 2022 | Voyager-2 (Live at Stadium, 2021) | - Выпущен: 30 сентября 2022 - Лейбл: Самостоятельно - Формат: Стриминг |

## Видеоклипы
Как основной артист
| Год  | Название                                                                    | Режиссёр(ы)                          | Альбом                           |
| ---- | --------------------------------------------------------------------------- | ------------------------------------ | -------------------------------- |
| 2006 | Песня для радио                                                             | П. Колобаев                          | The Greatest Hits Vol. 1         |
| 2007 | За закрытой дверью                                                          | П. Колобаев                          | The Greatest Hits Vol. 1         |
| 2008 | Моё море                                                                    | П. Колобаев                          | The Greatest Hits Vol. 1         |
| 2009 | Из окна                                                                     | П. Колобаев                          | The Greatest Hits Vol. 1         |
| 2009 | Палево!                                                                     | Вадим Онофрийчук                     | The Greatest Hits Vol. 1         |
| 2009 | Кантемировская                                                              | Migel Grase                          | The Greatest Hits Vol. 1         |
| 2009 | Выдыхай                                                                     | Виктор Вилкс                         | The Greatest Hits Vol. 1         |
| 2010 | Мерседес S666 (Дорогу колеснице)                                            | Иван Алексеев                        | «Последний альбом»               |
| 2010 | Мизантроп-рэп                                                               | Хиндрек Маасик                       | «Последний альбом»               |
| 2010 | Ctrl+Alt+Del                                                                | Хиндрек Маасик                       | The Greatest Hits Vol. 2         |
| 2010 | 10 суток (Сталинград)                                                       | Иван Алексеев                        |                                  |
| 2010 | Побрей звезду                                                               | Михаил Приходько                     |                                  |
| 2010 | Мерседес 777                                                                | Михаил Приходько                     |                                  |
| 2011 | Ругань из-за стены                                                          | Александр Маков                      | «Последний альбом»               |
| 2011 | Вот и всё. Ну и что?                                                        |                                      | «Последний альбом»               |
| 2011 | Сам                                                                         | Хиндрек Маасик                       | «Новый альбом»                   |
| 2011 | Брынь-брынь-брынь                                                           | Александр Башилов                    | «Новый альбом»                   |
| 2011 | Пушкинский рэп                                                              | Д. Макаров                           | «Новый альбом»                   |
| 2011 | ШлакваШаклассика!                                                           | Александр Башилов                    | «Новый альбом»                   |
| 2011 | Гимн понаехавших провинциалов                                               | Даниил Fay                           | «Последний альбом»               |
| 2012 | Вселенная бесконечна?                                                       | Д. Багновский, К. Тарзян             | «Новый альбом»                   |
| 2012 | Танці                                                                       | Д. Manifest                          | «Новый альбом»                   |
| 2012 | Yes Future                                                                  | М. Приходько                         | «Новый альбом»                   |
| 2013 | За…лись!                                                                    | Д. Шеблакин                          | «Новый альбом»                   |
| 2013 | Бассейн                                                                     | А. Маков                             | «Новый альбом»                   |
| 2013 | Общага                                                                      | М. Приходько, Д. Чмырь               | Protivo Gunz                     |
| 2013 | Жвачка                                                                      | А. Маков                             | «Неразбериха»                    |
| 2013 | Нету паспорта                                                               | М. Приходько                         | «Неразбериха»                    |
| 2014 | Влиятельные покровители                                                     | Илья Прусикин, Данила Поперечный     | «Неразбериха»                    |
| 2014 | Капитан Америка (Не берёт трубу)                                            | Алина Пязок, Данила Поперечный       | «Неразбериха»                    |
| 2014 | Сгораю                                                                      | Д. Веников                           | Hard Reboot                      |
| 2014 | Come $ome All                                                               | М. Шишов                             | Hard Reboot                      |
| 2015 | Порвав поводок                                                              | М. Свешников                         | Hard Reboot 3.0                  |
| 2015 | Роботы / 噪音MC-机器人                                                      | Михаил Приходько                     | Hard Reboot 3.0                  |
| 2015 | Снайпер                                                                     |                                      | Hard Reboot 3.0                  |
| 2015 | Говорящие головы                                                            | Михаил Приходько                     | Hard Reboot 3.0                  |
| 2015 | Иордан (при участии «Atlantida Project»)                                    | А. Дроздов-Счастливцев               | Hard Reboot 3.0                  |
| 2015 | U!                                                                          | Илья Соловьёв                        |                                  |
| 2015 | Jingle Bellz                                                                | Д. Валиков                           | сингл                            |
| 2016 | Сохрани мою речь                                                            | Р. Либеров                           | Hard Reboot 3.0                  |
| 2016 | Make Some Noize                                                             | А. Дроздов-Счастливцев               | «Царь горы»                      |
| 2016 | Lenin Has Risen                                                             | А. Терехов                           | сингл                            |
| 2016 | Питерские крыши                                                             | И. Дроздова-Счастливцева             | «Царь горы»                      |
| 2017 | Грабли                                                                      | Л. Грачёва                           | «Царь горы»                      |
| 2017 | Марафон                                                                     | Иван Алексеев                        | Чайлдфри (сингл)                 |
| 2017 | Чайлдфри (при участии Монеточка)                                            | А. Сеитов                            | «Царь горы»                      |
| 2017 | Коррозия хип-хопа                                                           | Noize MC                             | сингл                            |
| 2018 | Голос & Струны                                                              | И. Егоров                            | «Орфей & Эвридика»               |
| 2018 | Без нас                                                                     | Марина Брежнева, Максим Еруженец     | «Орфей & Эвридика»               |
| 2018 | Следы на спине                                                              | Вячеслав Курдюков                    | сингл                            |
| 2018 | 200+                                                                        | Михаил Приходько                     | сингл                            |
| 2018 | В темноте                                                                   | Крутяков Роман, Тарковская Екатерина | No Comments                      |
| 2019 | Всё как у людей                                                             | Леонид Алексеев                      | «Без меня. Трибьют Егора Летова» |
| 2019 | Сһаѕing the Horizon (при участии Sonny Sandoval from P.O.D)                 | Sasha.A.Logov                        | сингл                            |
| 2019 | Почитай старших                                                             | Ладо Кватания                        | сингл                            |
| 2020 | 26.04                                                                       | Алексей Терехов                      | сингл                            |
| 2020 | Лига легенд                                                                 | Виталий Капитонов                    | сингл                            |
| 2020 | Живи без остатка (при участии Монеточка)                                    |                                      | сингл                            |
| 2020 | Вояджер-1                                                                   | Леонид Алексеев                      | сингл                            |
| 2021 | Век-Волкодав                                                                | Леонид Алексеев                      | «Сохрани мою речь навсегда»      |
| 2021 | Выход в город                                                               | Виталий Капитонов, Леонид Алексеев   | «Выход в город»                  |
| 2021 | Вселенная Бесконечна? (Кавер)(при участии Сёстры, тима ищет свет, ВЕРЕНИЦА) | Алексей Колонтаев                    | сингл                            |
| 2021 | Сопротивление воздуха                                                       | Слава Сыркин                         | «Выход в город»                  |
| 2021 | Миокард                                                                     | Krok Films                           | «Выход в город»                  |
| 2022 | Столетняя война                                                             | Krok Films                           | «Выход в город»                  |
| 2022 | Вуду                                                                        |                                      | «Выход в город»                  |
| 2022 | Криокамеры                                                                  | Н. Туляходжаев                       | сингл                            |
| 2022 | Страна дождей                                                               | Noize MC                             | сингл                            |
| 2025 | Не все дома                                                                 |                                      | Не все дома                      |
| 2025 | Зубная фея                                                                  | Хельга Штенцел                       | Не все дома                      |
| 2025 | Соловьи                                                                     | Mr. Freeman                          | Не все дома                      |

Как приглашённый артист
| Год  | Название                                                                        | Режиссёр(ы) | Альбом                      |
| ---- | ------------------------------------------------------------------------------- | ----------- | --------------------------- |
| 2010 | «Болт» («Ляпис Трубецкой» при участии Noize MC)                                 |             | «Парад-Алле»                |
| 2011 | «Бред сивой кобылы» («Кирпичи» при участии Noize MC)                            |             | «Новые Кирпы Моо Фок»       |
| 2012 | «Отвези меня в аэропорт» (Мэт Квота и Паша Моржара при участии Noize MC)        |             |                             |
| 2012 | «Микромир» (RasKar при участии Noize MC)                                        |             | «Молодые львы»              |
| 2013 | «All Day Originals» (Noize MC Remix) (Run-D.M.C. & A-Trak при участии Noize MC) |             |                             |
| 2013 | «Нам нельзя» (Дай 5ять при участии Noize MC)                                    |             | «Дай 5ять»                  |
| 2019 | «Пусть они умрут» (Anacondaz при участии Noize MC)                              |             | «Мои дети не будут скучать» |